# Aliciella penstemonoides
Aliciella penstemonoides är en blågullsväxtart som först beskrevs av Marcus Eugene Jones, och fick sitt nu gällande namn av J. M. Porter. Aliciella penstemonoides ingår i släktet Aliciella och familjen blågullsväxter. Inga underarter finns listade i Catalogue of Life.